# Capsicum frutescens
Capsicum frutescens é uma espécie de pimenta que inclui as variedades pimenta-malagueta e pimenta-tabasco (da qual se faz o molho Tabasco), entre outras. É um arbusto pequeno da família das solanáceas, gênero Capsicum, nativo de regiões tropicais da América. Este arbusto possui folhas ovais, acuminadas, flores alvas e bagas fusiformes, vermelhas, bastante picantes, utilizadas como condimento e excitantes do aparelho digestivo. Muito cultivado no Brasil, em Portugal, na África (muito em Cabo Verde), e em toda a região sul da Ásia.
Também é conhecida em Angola pelos nomes de jindungo, ndongo, nedungo e piripíri. Em Portugal, existem os termos malagueta e piripíri. No Brasil, é chamado de cumarim, cumari, pimenta-cumarim, pimenta-apuã, malagueta e pimenta-malagueta. Em Cabo Verde é chamada de malgueta e margueta na língua criola.

## História
Os primeiros europeus a ter contacto com esta espécie foram os membros da tripulação que acompanhou Cristóvão Colombo quando desembarcaram pela primeira vez na região das Caraíbas em 1492. Além de ser uma iguaria nobre muito apreciada pelos antigos habitantes das Américas, era também utilizada como corante natural e, sobretudo, como medicamento.
O picante da capsaicina deve ter despertado o interesse de portugueses, que, há décadas, buscavam a rara pimenta-preta da Ásia (a pimenta-do-reino, cujo químico ativo do picante é a piperina). Ao tempo da chegada de Colombo ao Novo Mundo, os portugueses comerciavam, no Golfo da Guiné, uma especiaria muito popular como substituto da pimenta-preta a que chamavam "malagueta": a Pimenta-da-Guiné (Aframomum melegueta), hoje em desuso. O nome "malagueta" foi, então, adotado para esta nova "pimenta".
No período de intensas trocas e viagens nomeado intercâmbio colombiano, navegadores portugueses levaram esta nova "malagueta" para Portugal e para o Brasil, onde ficou conhecida como "pimenta-malagueta"; para África, onde se tornou muito popular (jindungo ou piri-piri), e acabaram por a levar para a Ásia, onde se tornou um ingrediente do tradicional caril. Menos de um século depois de ser levada para a Europa, a pimenta-malagueta, devido às suas qualidades, se espalhou por diversas culturas ancestrais, incluindo a Arábia, a Índia, a Tailândia, a China, entre muitas outras regiões. A pimenta-malagueta trouxe sabores e cores especiais aos pratos e pode ser qualificada como um alimento plenamente integrado na cultura e nos costumes de diversos países do mundo.

## Propriedades nutricionais
Concentra, em sua composição, altos índices de vitamina C, ácido fólico, betacaroteno (vitamina A), vitamina E, magnésio, ferro e aminoácidos, além de diversas substâncias anticancerígenas.

## A malagueta silvestre do Brasil
A pimenta-malagueta silvestre, também conhecida no Brasil como malaguetinha-caipira, destaca-se pela alta concentração da capsaicina e baixíssimos teores de piperina, o que faz com que seus efeitos no organismo humano sejam predominantemente benéficos. Além disso, seu sabor inconfundível e marcante e seu aroma agradável fazem dela a variedade mais apreciada e mais apropriada à maioria dos pratos. Contudo, é importante salientar que as espécies de pimenta comercializadas como sendo malagueta, via de regra são espécies híbridas, resultantes de cruzamentos realizados para desenvolver variedades mais produtivas, mais resistentes a pragas e menos atrativas aos pássaros e insetos, uma vez que a malaguetinha original é altamente susceptível a todos esses ataques.
A cultura popular no interior dos estados de Minas Gerais e de Goiás, no Brasil, identifica a maioria das variedades encontradas no comércio com rótulo de "pimenta-malagueta" como sendo pimenta-café. Esta denominação decorre do aroma característico da fruta, que se assemelha ao cheiro do grão de café em fase de secagem. Além disso, outra característica fundamental que difere a malaguetinha silvestre das espécies híbridas é o tamanho e a coloração do fruto. A variedade original apresenta um fruto menor do que as espécies mais comuns e, mesmo após amadurecido, a pontinha do fruto preserva um tom levemente esverdeado.

## Etimologia
"Cumari" e "cumarim" são provenientes do termo tupi kumba'ri.

## Capsicum frutescensvariedades

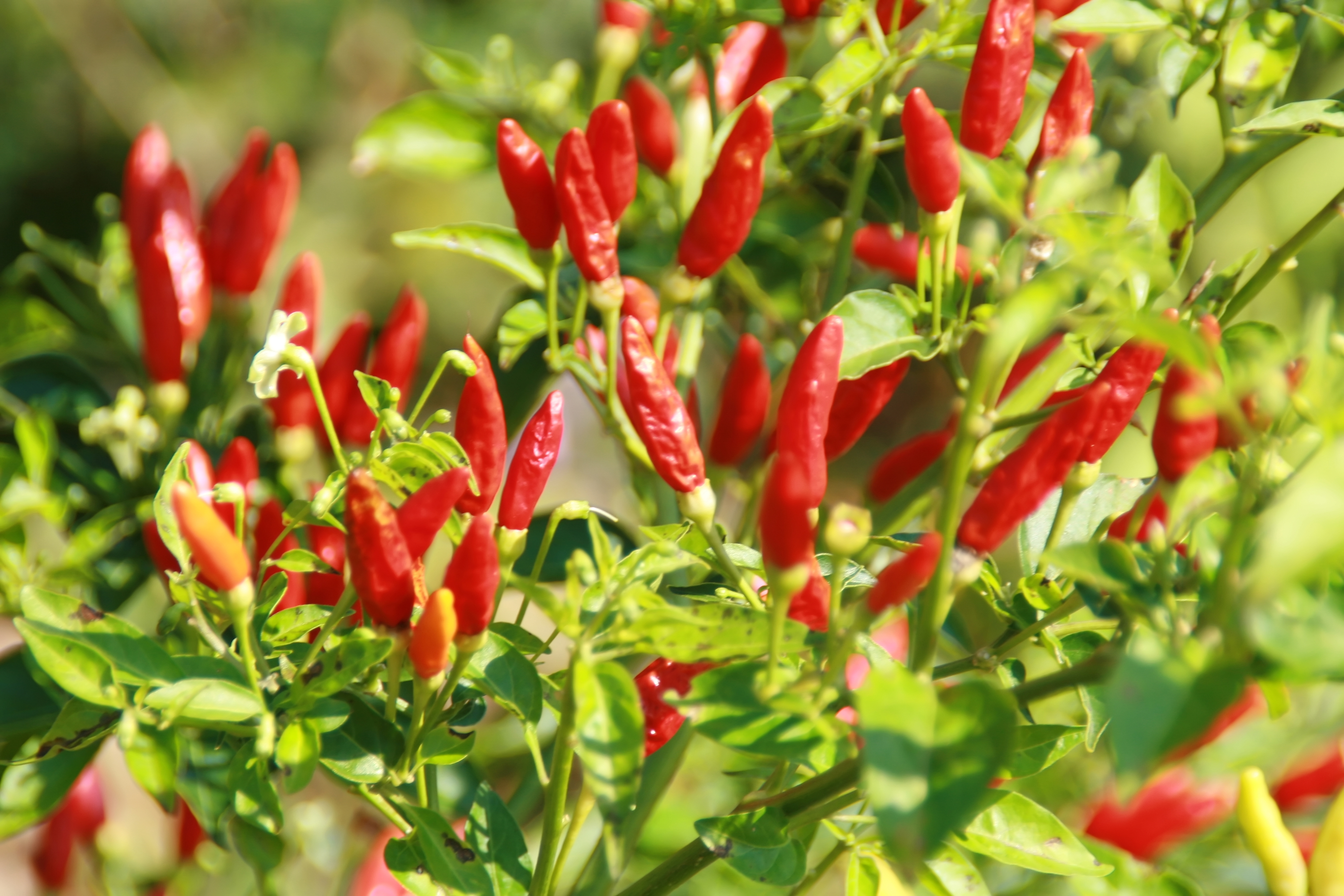
Tabasco
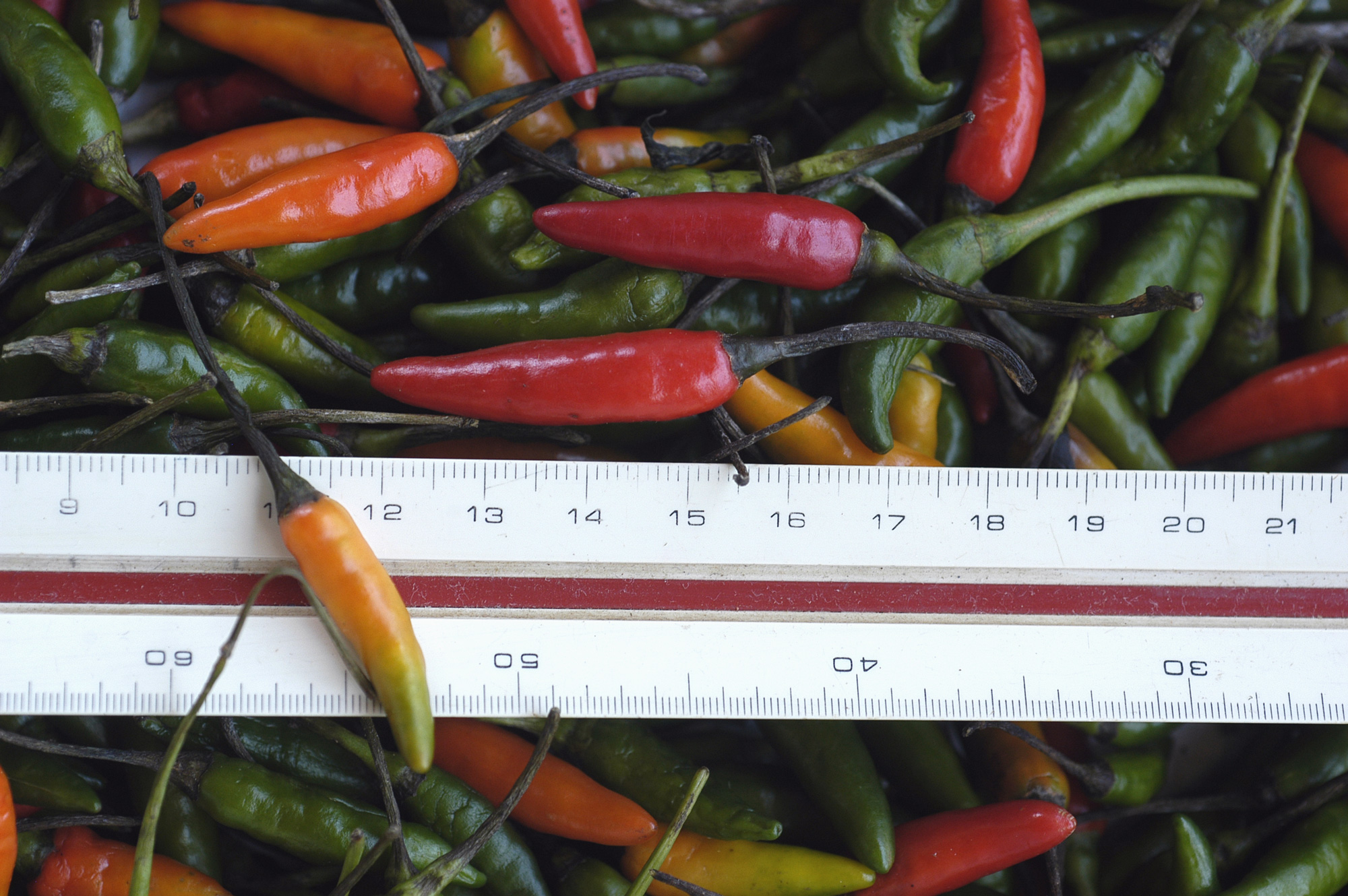
Malagueta